# Cippora Laskow
Cippora Laskow (hebr. צפורה לסקוב, ang. Tzipora Laskov, ur. 1904 na Ukrainie, zm. 1989) – izraelska polityk, w 1955 poseł do Knesetu z listy Achdut ha-Awoda.
W wyborach parlamentarnych w 1955 po raz pierwszy i jedyny dostała się do izraelskiego parlamentu, jednak już 15 sierpnia zrezygnowała z mandatu poselskiego, który objął po niej Nachum Nir.